# Volo Pan Am 73
Il volo Pan Am 73 era un volo di linea della Pan Am, il cui aeromobile, un Boeing 747-121, venne dirottato il 5 settembre 1986, dopo essere atterrato a Karachi, da 5 uomini armati dell'organizzazione palestinese di Abu Nidal. Il velivolo, con 379 persone a bordo (di cui 360 passeggeri e 19 membri dell'equipaggio), era appena giunto dall'Aeroporto Internazionale Chhatrapati Shivaji di Mumbai ed era pronto per partire alla volta di Francoforte sul Meno, e da lì si sarebbe diretto verso la destinazione finale, l'Aeroporto Internazionale John F. Kennedy di New York.
Durante il dirottamento, vennero uccisi 20 passeggeri, di cui 12 erano indiani, 3 pakistani, 3 statunitensi e 2 messicani. Tra i passeggeri anche una cinquantina di italiani, tra cui alcuni feriti.
I 5 terroristi (4 sul velivolo ed un complice a terra) furono feriti dai servizi di sicurezza pachistani e identificati come Zayd Hassan Abd al-Latif Safarini, Wadoud Muhammad Hafiz al-Turki, Jamal Saeed Abdul Rahim, Muhammad Abdullah Khalil Hussain ar-Rahayyal, tutti processati e condannati a morte, sentenza poi commutata in ergastolo.

Safarini fu rilasciato nel 2001, e catturato dall'FBI ed estradato per scontare la pena detentiva (160 anni) negli Stati Uniti, mentre gli altri quattro riuscirono a fuggire dal carcere di Adiala, in Pakistan, nel 2008.
Un membro del gruppo sarebbe morto nel 2010 in un attacco missilistico nel Nord Pakistan, mentre gli altri sono latitanti.
Nel 2016 è stato realizzato il film indiano Neerja sul sacrificio dell'assistente di volo Neerja Bhanot.

## Lista delle persone a bordo per nazionalità
| Nazionalità    | Passeggeri | Equipaggio | Totale |
| -------------- | ---------- | ---------- | ------ |
| Algeria        | 3          | -          | 3      |
| Belgio         | 2          | -          | 2      |
| Canada         | 30         | -          | 30     |
| Danimarca      | 8          | -          | 8      |
| Francia        | 4          | 1          | 5      |
| Germania Ovest | 81         | 3          | 84     |
| India          | 91         | 8          | 99     |
| Irlanda        | 5          | -          | 5      |
| Italia         | 50         | 2          | 52     |
| Messico        | 8          | -          | 8      |
| Pakistan       | 44         | -          | 44     |
| Svezia         | 2          | -          | 2      |
| Regno Unito    | 15         | 4          | 19     |
| Stati Uniti    | 18         | 1          | 19     |
| Totale         | 360        | 19         | 379    |